# Sepedon
Sepedon is een vliegengeslacht uit de familie van de slakkendoders (Sciomyzidae).

## Soorten
- S. anachista Steyskal, 1956
- S. armipes Loew, 1859
- S. bifida Steyskal, 1951
- S. borealis Steyskal, 1951
- S. capellei Fisher and Orth, 1969
- S. cascadensis Fisher and Orth, 1974
- S. femorata Knutson & Orth, 1984
- S. floridensis Steyskal, 1951
- S. fuscipennis Loew, 1859
- S. gracilicornis Orth, 1986
- S. hecate Elberg, Rozkosny & Knutson, 2009
- S. hispanica Loew, 1862
- S. lignator Steyskal, 1951
- S. melanderi Steyskal, 1951
- S. neili Steyskal, 1951
- S. pacifica Cresson, 1914
- S. praemiosa Giglio-Tos, 1893
- S. pseudarmipes Fisher and Orth, 1969
- S. pusilla Loew, 1859
- S. sphegea (Fabricius, 1775)
- S. spinipes (Scopoli, 1763)
- S. tenuicornis Cresson, 1920